# 坂井村 (愛知県)
坂井村（さかいむら）は、愛知県知多郡にかつて存在した村。
現在の常滑市南部（坂井）に該当する。

## 歴史
- 1878年（明治11年）12月28日 - 上野間村と坂井村が合併し、稲早村となる。
- 1881年（明治14年） - 稲早村が分立し、上野間村と坂井村となる。
- 1889年（明治22年）10月1日 - 町村制により坂井村が発足。
- 1906年（明治39年）7月1日 - 小鈴谷村、大谷村、上野間村と合併し、小鈴谷村となる。同日坂井村は廃止。
- 1957年（昭和32年）3月31日 - 小鈴谷町が分割され、旧・坂井村の地域は常滑市に編入される。